# Kuzhuping (sockenhuvudort i Kina, Hunan Sheng, lat 29,65, long 110,08)
Kuzhuping (kinesiska: 苦竹坪, 苦竹坪乡) är en sockenhuvudort i Kina. Den ligger i provinsen Hunan, i den södra delen av landet, omkring 320 kilometer nordväst om provinshuvudstaden Changsha. Antalet invånare är 3 875. Befolkningen består av 1 931 kvinnor och 1 944 män. Barn under 15 år utgör 26,0 %, vuxna 15-64 år 57 %, och äldre över 65 år 15,0 %.
Runt Kuzhuping är det ganska tätbefolkat, med 111 invånare per kvadratkilometer. Närmaste större samhälle är Shataping, 7,8 km sydväst om Kuzhuping. I omgivningarna runt Kuzhuping växer i huvudsak blandskog.
Genomsnittlig årsnederbörd är 1 679 millimeter. Den regnigaste månaden är september, med i genomsnitt 288 mm nederbörd, och den torraste är december, med 16 mm nederbörd.